# Pletenîci, Peremîșleanî
Pletenîci (în ucraineană Плетеничі) este un sat în comuna Vovkiv din raionul Peremîșleanî, regiunea Liov, Ucraina.

## Demografie
Componența lingvistică a localității Pletenîci
     Ucraineană (98,98%)
     Rusă (1,02%)
Conform recensământului din 2001, majoritatea populației localității Pletenîci era vorbitoare de ucraineană (98,98%), existând în minoritate și vorbitori de rusă (1,02%).